# Часовня-беседка в Гефсиманском скиту
Часо́вня-бесе́дка в Гефсима́нском скиту́ — деревянная часовня в форме беседки в Гефсиманском скиту Валаамского монастыря, построенная в начале XX века с использованием мотивов классической архитектуры, решённая в одном стиле с церковью Успения. В часовне размещена икона-картина «Моление о чаше». Объект культурного наследия России регионального значения.

## Описание
Часовня является элементом ансамбля Гефсиманского скита, расположена напротив Успенской церкви по другую сторону от Главной монастырской дороги.
Часовня устроена в форме беседки с открытой северной стороной. Крыта двускатной крышей, опирающейся со стороны открытой части на две колонки. Завершается луковичной главкой на восьмигранной шее, водружённой на восьмигранный барабан. Рубка из бруса выполнена «в лапу». Конструкция обшита профилированным тёсом. Углы часовни декорированы пилястрами. Пилястры и колонки украшены накладными деталями. В верхней части находятся резные кронштейны. Северный треугольный фронтон декорирован узорной резьбой. Кровля, главка, шея и барабан окрыты железом. Окраска решена в той же схеме, что и у Успенской церкви: деревянные элементы — жёлтого цвета, кровля — сине-зелёного.
Габариты часовни: высота — 6,5 м, ширина — 2,12 м, длина — 2,4 м.

## История
Точное время постройки часовни не определено, однако известно, что другие хозяйственные постройки Гефсиманского скита возводились одновременно с перестройкой Успенской церкви в 1911. После 1917 года в монастыре новые постройки не возводились, поэтому часовню датируют 1911—1916 годами.
Писатель-эмигрант Б. К. Зайцев, побывавший на Валааме в 1935 году, упоминает икону-картину, установленную в часовне:

А в стороне от церкви, на лужайке, окаймленной лесом, стоит бедная часовенка, совсем открытая. Огромная икона-картина «Моление о чаше» всю её занимает. Впечатление такое, что просто среди леса икона, едва прикрытая от дождей, — типичный валаамский уголок, божественное, окруженное природой, природа, знаменованная святыней.

К сожалению, прежняя икона к концу XX века не сохранилась. В настоящее время в часовне установлен резной деревянный образ упомянутой иконы, выполненный современным монастырским резчиком.
В материалах обследования часовни в 1980-х годах указано, что в постройке утрачены полы, крыльцо и часть тёсовой обшивки. В 1983 году выполнены предварительные работы по реставрации.
В 1986 году в составе ансамбля Гефсиманского скита включена в «Перечень памятников истории и культуры и природного ландшафта Валаамских островов».
Восстановление архитектурного ансамбля скита завершилось лишь в 2007 году.